# Aviron aux Jeux olympiques d'été de 1968
Navigation
Tokyo 1964 Munich 1972

## Tableau des médailles pour l'aviron
| Rang | Pays | Médaille d'or | Médaille d'argent | Médaille de bronze | Total |
| ---- | ---- | ------------- | ----------------- | ------------------ | ----- |

### Skiff
| Médaille           | Nom             | Pays                 | Temps |
| ------------------ | --------------- | -------------------- | ----- |
| Médaille d'or      | Jan Wienese     | Pays-Bas             |       |
| Médaille d'argent  | Jochen Meißner  | Allemagne de l'Ouest |       |
| Médaille de bronze | Alberto Demiddi | Argentine            |       |

### Deux de couple
| Médaille           | Pays             | Noms                               | Temps |
| ------------------ | ---------------- | ---------------------------------- | ----- |
| Médaille d'or      | Union soviétique | Anatoliy Sass Aleksandr Timoshinin |       |
| Médaille d'argent  | Pays-Bas         | Harry Droog Leendert van Dis       |       |
| Médaille de bronze | États-Unis       | John Nunn Bill Maher               |       |

### Deux sans barreur
| Médaille           | Pays               | Noms                          | Temps |
| ------------------ | ------------------ | ----------------------------- | ----- |
| Médaille d'or      | Allemagne de l'Est | Jörg Lucke Heinz-Jürgen Bothe |       |
| Médaille d'argent  | États-Unis         | Lawrence Hough Philip Johnson |       |
| Médaille de bronze | Danemark           | Peter Christiansen Ib Larsen  |       |

### Deux barré
| Médaille           | Pays     | Noms                                                          | Temps |
| ------------------ | -------- | ------------------------------------------------------------- | ----- |
| Médaille d'or      | Italie   | Primo Baran Renzo Sambo Bruno Cipolla (barreur)               |       |
| Médaille d'argent  | Pays-Bas | Herman Suselbeek Hadriaan van Nes Roderick Rijnders (barreur) |       |
| Médaille de bronze | Danemark | Jørn Krab Harry Jørgensen Preben Krab (barreur)               |       |

### Quatre sans barreur
| Médaille                            | Pays               | Noms                                                                   | Temps |
| ----------------------------------- | ------------------ | ---------------------------------------------------------------------- | ----- |
| Médaille d'or, Jeux olympiques      | Allemagne de l'Est | Frank Forberger Frank Rühle Dieter Grahn Dieter Schubert               |       |
| Médaille d'argent, Jeux olympiques  | Hongrie            | Zoltán Melis József Csermely György Sarlós Antal Melis                 |       |
| Médaille de bronze, Jeux olympiques | Italie             | Renato Bosatta Pier Angelo Conti Manzini Tullio Baraglia Abramo Albini |       |

### Quatre barré
| Médaille           | Pays               | Noms                                                                            | Temps |
| ------------------ | ------------------ | ------------------------------------------------------------------------------- | ----- |
| Médaille d'or      | Nouvelle-Zélande   | Dick Joyce Ross Collinge Dudley Storey Warren Cole Simon Dickie (barreur)       |       |
| Médaille d'argent  | Allemagne de l'Est | Peter Kremtz Manfred Gelpke Roland Göbler Klaus Jacon Dieter Semetzky (barreur) |       |
| Médaille de bronze | Suisse             | Denis Oswald Peter Bolliger Hugo Waser Jakob Grob Gottlieb Fröhlich (barreur)   |       |

### Huit
| Médaille           | Pays                 | Noms | Temps |
| ------------------ | -------------------- | --- | ----- |
| Médaille d'or      | Allemagne de l'Ouest | Horst Mayer Wolfgang Hottenrott Dirk Schreyer Egbert Hirschfelder Rüdiger Henning Jörg Siebert Lutz Ulbricht Nikolaus Ott Günther Thiersch (barreur)                      |       |
| Médaille d'argent  | Australie            | Alf Duval David Douglas Michael Morgan John Ranch Joe Fazio Gary Pearce Peter Dickson Bob Shirlaw Alan Grover (barreur)                                                   |       |
| Médaille de bronze | Union soviétique     | Zigmas Jukna Alexander Matryshkin Antanas Bagdonavičius Vytautas Briedis Volodymyr Sterlyk Valentin Kravchik Juozas Jagelavičius Viktor Suslin Yuriy Lorentsson (barreur) |       |